# Hesse (Moselle)
Hesse település Franciaországban, Moselle megyében. Lakosainak száma 552 fő (2022. január 1.). Hesse Brouderdorff, Buhl-Lorraine, Hartzviller, Hermelange, Imling, Nitting, Sarrebourg és Schneckenbusch községekkel határos.

## Népesség
A település népességének változása:
| Lakosok száma | 574  | 546  | 566  | 613  | 594  | 582  | 572  | 563  | 559  | 552  |
|               | 1968 | 1982 | 1990 | 2006 | 2013 | 2015 | 2017 | 2019 | 2020 | 2022 |